# Белоградчишки скали
Белоградчѝшките скали са скални форми в Западния Предбалкан, в южното подножие на Белоградчишкия венец, около Белоградчик и селата Боровица, Чифлик и Праужда в област Видин и село Белотинци, област Монтана.  Обявени са за природна забележителност през 1949 г. Включени са в списъка на Стоте национални туристически обекта. Включени са в Червената книга на България като уязвимо природно местообитание.
Белоградчишките скали представляват система от скални групи и единични скални разкрития. Разположени са по дължината на Белоградчишкия разлом в Западния Предбалкан на протежение 30 km с ширина до 3-5 km, включена между връх Ведерник, намиращ се в планинския рид Ведерник, и околностите на село Белотинци. Това са естествени скални образувания, на места до 200 m високи, формирани в течение на стотици милиони години. Съставени са от утаечни скали от пясък и различни, често големи, скални късове, покрити от варовити утайки.
Ерозията на водата, вятърът и колебанията на температурата са моделирали различни скални фигури, наподобяващи митични същества, човешки силуети, животни и птици. Червеникавият им цвят е получен от железните оксиди и хидрокисиди, допълнително оцветяване на скалите придават сивите и кремави варовици. Зъбери, отвесни скални стени, пропасти, скални колони ограждат естествени крепости, използвани от хората през вековете. В пясъчника и варовика са образувани над 100 пещери. Растителността по скалите е слабо развита. Срещат се следните видове висши растения: скална ауриния, полегнала песъчарка, северно изтривниче, еленова камбанка, келяв габър, полски рожец, стенна двуредка, стенна рупа, горска власатка, едроцветен тънконог, ресничеста бисерка, гребенест живовляк, обикновена хрущялка, бяла тлъстига, испанска тлъстига, мраморен дебелец, ванерово скалниче, люляк и др.

## Състав
Много от скалите имат фантастични форми и са обект на легенди. Те често са наричани на хора или предмети, на които приличат или напомнят.
Скалните форми на Белоградчишките скали се състоят от три основни скални групи.

### Фалковска група
На изток е Фалковската група, в която се включват:
- Момина скала – формата ѝ наподобява глава на момиче.
- Пчелен камък, която е убежище на диви пчели.
- Орлов камък
- Боров камък

### Централна група
Централната група се извисява непосредствено на юг над град Белоградчик. В нея се включват:
- Мислен камък
- Конникът
- Мадоната
- Дервишът
- Метохът
- Ученичката
- Овчарчето
- Адам и Ева
- Велкова глава
- Кукувицата – при силен вятър скалата издава звуци, наподобяващи вика на кукувица.
- Гъбите
- Мечката
- Лъвът
- Камилата
- Монасите

### Збеговска група
Най-западно се намира Збеговската група. Скалите са от алпийски вид и са обградени от стръмни пропасти. Тя включва:
- Близнаците
- Магаза
- Борич
- Еркуприя

### Други групи
На 4 km на изток от Белоградчик лежи четвъртата група, която включва Латинската порта и пещерата Лепенишки печ.
Петата група скали лежи между селата Гюргич и Белотинци.

## Геология
Белоградчишките скали са изградени от пъстри триаски пясъчници и конгломерати. Спойката на пясъчниците е глинеста или кварцова. Богати са на хематитов пигмент, на който се дължи ръждивата до тъмночервена багра. Конгломератите са съставени от добре заоблени скални късове с големина от орех до юмрук, с песъчлива или глинеста спойка. Напластяването е неясно, пластовете са дебели и червено оцветени. Заемат централната част на Белоградчишката антиклинала. Силно напуканите триаски пластове, които имат различна устойчивост, са били подложени на продължително изветряне. То е проникнало дълбоко по вертикалните пукнатини и е обособило скалните форми. 

## Туризъм
Белоградчишките скали са главната туристическа дестинация в Северозападна България заедно с: град Белоградчик, Белоградчишката крепост, която използва част от скалите като естествена защита, и пещерата Магурата, разположена близо до село Рабиша. Друга туристическа атракция в района е средновековната крепост Баба Вида в град Видин на река Дунав.

## Галерия
- Белоградчишките скали
- Изглед към Белоградчик
- Част от крепостната стена
- Част от крепостната стена
- Панорама